# Jeff Eyrich
Jeff Eyrich je americký baskytarista, kontrabasista a hudební producent. Svou kariéru zahájil počátkem sedmdesátých let jako studiový a koncertní hudebník. Od osmdesátých let se rovněž věnuje produkování alb. Během své kariéry hrál s mnoha hudebníky, mezi které patří Tim Buckley, T-Bone Burnett, Bette Midler, Rick Springfield, John Cale nebo skupiny Thin White Rope a Air Supply. V roce 1997 produkoval několik písní z alba Dave's True Story; roku 1998 pak s tímto duem začal vystupovat i při koncertech.

## Diskografie (část)
- Merry Christmas Baby (Charles Brown, 1977)
- Love & Other Bruises (Air Supply, 1977)
- Fortune (Fortune, 1978)
- Nicol & Marsh (Nicol & Marsh, 1978)
- Lost and Found (Keith Carradine, 1978)
- Tear Me Apart (Tanya Tucker, 1979)
- I Love You So (Natalie Cole, 1979)
- Get Up (Bob McGilpin II, 1979)
- Working Class Dog (Rick Springfield, 1981)
- Silk & Steel (Chi Coltrane, 1981)
- Locals Only (Surf Punks, 1982)
- Everywhere at Once (The Plimsouls, 1983)
- Proof Through the Night (T Bone Burnett, 1983)[2]
- Terminal Hold (Tret Fure, 1984)
- Your Fool (Scott Goddard, 1984)
- The Las Vegas Story (The Gun Club, 1984)
- Exploring the Axis (Thin White Rope, 1985)
- Hard Line (The Blasters, 1985)
- Nirvana Peter (Peter Ivers, 1985)
- More (The Kingsnakes, 1988)
- Life Sentence to Love (Legal Weapon, 1988)
- Precious (Johan Asherton, 1989)
- Raging Winds of Time (Walking Wounded, 1989)
- Every Brilliant Eye (Died Pretty, 1990)
- HoboSapiens (John Cale, 2003)
- Nature (Dave's True Story, 2005)
- Simple Twist of Fate (Dave's True Story, 2005)
- Party on the Fire Escape (Lipbone Redding, 2008)
- Unbroken (Lipbone, 2011)
- Better Things (Judy Kass, 2014)
- School of Desire (Alectro, 2015)
- Modern Day Decay (Linda Draper, 2016)
- Patience and Lipstick (Linda Draper, 2022)
- Attitudes (The Brat, 2023)